# El Rodeo (Guatire)
El Rodeo ist nach dem Gefängnis von Yare das wichtigste Gefängnis im Bundesstaat Miranda in Venezuela.
Es gibt drei Gebäudekomplexe: Rodeo I, II und III. Rodeo I wurde im Jahr 1980 gebaut, Rodeo II 1997–1998. Das Gefängnis Rodeo I wurde für 750 Insassen, Rodeo II für 500 konzipiert. Beide Zentren sind aber mittlerweile übervölkert.
Rodeo III wurde für 650 Insassen geplant und im Jahr 2011 fertiggestellt. Es wurde von der Chávez-Regierung als Mustergefängnis gepriesen. El Rodeo befindet sich in der Nähe von Guatire.
Diese Anstalt soll eine der gefährlichsten des Landes sein. Zwischen Juni und Juli von 2011 gab es heftige Unruhen, die zum Tod von über 27 Insassen führten.